# 3053 Дрезден
3053 Дрезден  (3053 Dresden) — астероїд головного поясу, відкритий 18 серпня 1977 року.
Тіссеранів параметр щодо Юпітера — 3,506.